# Flagship-Store

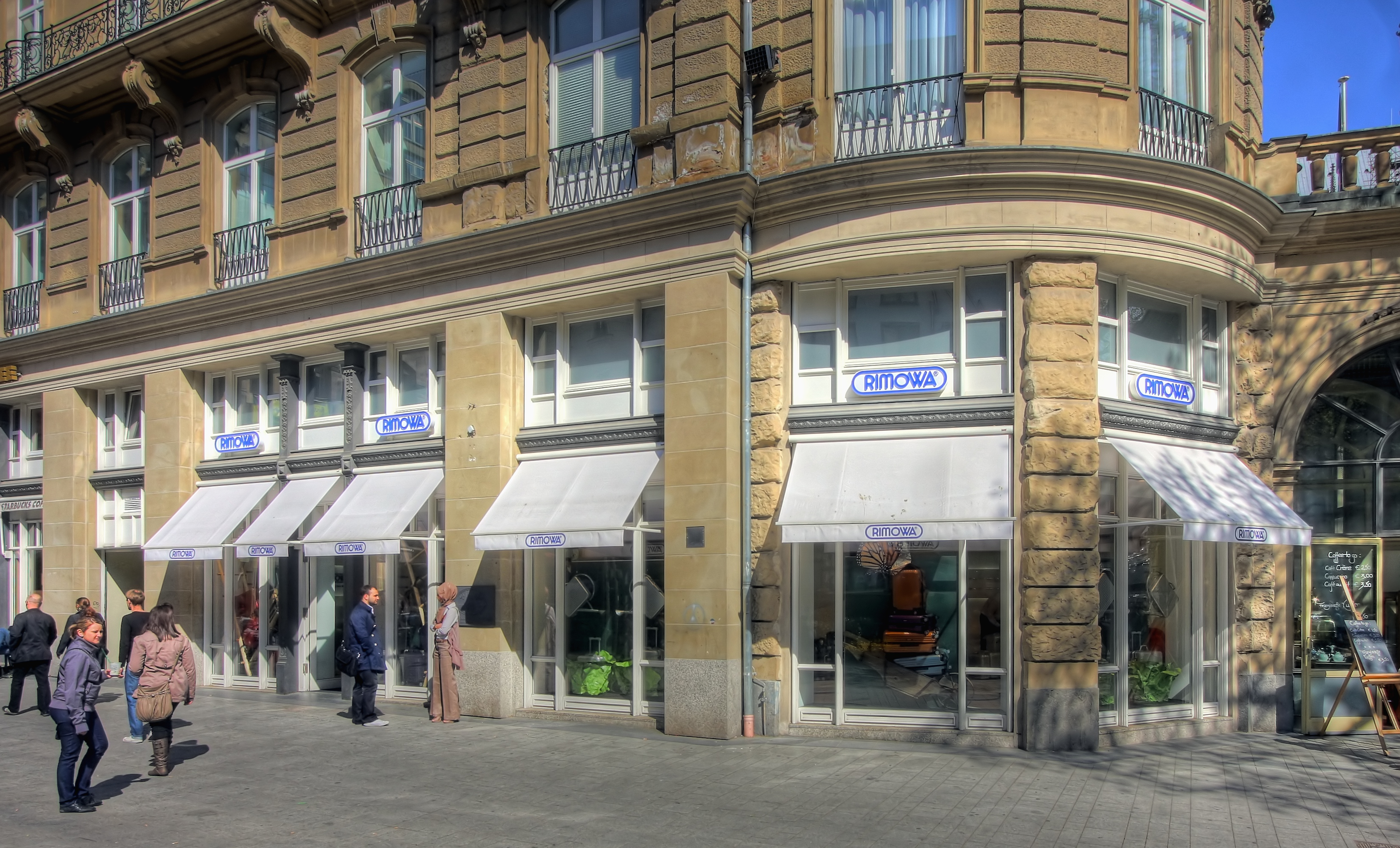
Flagship-Store des Kofferherstellers Rimowa in Köln

Als Flagship-Store (englisch, Zusammensetzung aus flagship „Flaggschiff“ und store „Laden, Geschäft“) wird im Deutschen seit den 2000er Jahren eine Filiale eines Handels- oder Dienstleistungsunternehmens bezeichnet, die als Vorzeigeobjekt fungiert. Die Filiale zeichnet sich durch spezielle Bündelung exklusiver Merkmale, wie etwa bevorzugte Lage, besondere Ausstattung oder ein großes Sortiment aus.

## Ziel
Flagship-Stores existieren nur in geringer Zahl; in bestimmten Fällen hat ein Unternehmen nur ein einziges dieser Vorzeigeobjekte. Sie stärken die Präsenz der Marke im allgemeinen Bewusstsein, fördern ihr Ansehen und tragen zur Kundenbindung bei, dienen also in erster Linie der Werbung. Besonders aufwändige Filialen sind entsprechend kostspielig und unter Umständen wenig oder gar nicht rentabel, so dass der Aspekt der Werbung – also der Beeinflussung künftiger Kaufentscheidungen – umso mehr in den Vordergrund tritt.
Auch dienen diese Filialen als Experimentierfeld, um eine verbesserte Produktaufteilung oder neue Servicemerkmale auszuprobieren und so im Rahmen eines Vergleichsmaßstabes zu funktionalisieren.

## Architektur
Zum Teil werden bei größeren Unternehmen und hervorstechenden Standorten namhafte Architekten engagiert, um großangelegte „Markentempel“ zu entwerfen, die der Zelebrierung der Marke dienen.